# Corrupção passiva
Corrupção passiva, no direito penal brasileiro, é um dos crimes praticados por funcionário público contra a administração em geral.
A corrupção pode ser de dois tipos:
- ativa, quando se refere ao corruptor; ou
- passiva, que se refere ao funcionário público corrompido.

Algumas legislações definem ambas as condutas como o mesmo crime. No caso do crime de corrupção, a legislação brasileira adotou, excepcionalmente, a teoria pluralista, pois optou por conceituar dois crimes diferentes: a corrupção ativa, no art. 333 do Código Penal, e a corrupção passiva, no art. 317.

## Definição
O Código Penal, em seu artigo 317, define o crime de corrupção passiva como o de "solicitar ou receber, para si ou para outros, direta ou indiretamente, ainda que fora da função ou antes de assumi-la, mas em razão dela, vantagem indevida, ou aceitar promessa de tal vantagem".
É conhecido pelo nome de corrupção passiva o crime praticado contra a administração pública em geral. Sua previsão se encontra no artigo 317 do Código Penal brasileiro, que o caracteriza como o ato no qual o funcionário público solicita ou recebe, para si ou para outrem, direta ou indiretamente, ainda que fora da função ou antes de assumi-la, mas em razão dela, vantagem indevida, ou aceitar promessa de tal vantagem. A peculiaridade deste ato ilícito é que ele é praticado apenas e tão somente pelo funcionário público, mesmo que a letra da lei não traga a definição explícita deste ser o sujeito ativo. Tal dedução decorre do capítulo onde o artigo está inserido, o primeiro (dos crimes praticados por funcionário público contra a administração em geral) do Título XI (dos crimes contra a administração pública). O artigo, porém, traz em seu texto que será penalizado mesmo aquele agente que esteja fora da função ou ainda não a tenha assumido.
Para a corrupção passiva está prevista a pena de reclusão, de dois a doze anos, e multa. A pena será aumentada de um terço no caso de, como resultado da vantagem ou promessa, o funcionário retarda ou deixa de praticar qualquer ato de ofício ou o pratica infringindo dever funcional. A corrupção passiva é uma das três formas que o delito chamado corrupção pode assumir. Além da forma passiva, temos a corrupção ativa.
A intenção do legislador ao tornar crime a corrupção passiva foi a manutenção do normal funcionamento da administração pública, de modo a preservar princípios intrínsecos à instituição, como legalidade ou moralidade, impedindo assim uma implosão da estrutura das instituições públicas, caso haja a proliferação da corrupção entre seus membros.
Assim, a partir do dispositivo legal, podemos entender que o crime de corrupção passiva ocorre quando o funcionário público solicita propina, vantagem ou similar para fazer ou deixar de fazer algo relacionado com a sua função. Não importa que o indivíduo concorde com o ato ilícito e dê aquilo o que o agente corrupto peça. O crime já se configura no momento da solicitação da coisa ou vantagem. Ainda, o ato que o funcionário pratica ou deixa de praticar pode ser classificado como ilícito, ilegítimo ou injusto, resultando na corrupção passiva própria. Agora, quando está análise um ato ou a omissão de um ato que seja legal e justo, mas que beneficia o próprio agente público ou outro indivíduo, estamos diante da corrupção passiva imprópria. A outra parte pode/deve apelar à polícia para prender o criminoso, mas caso ela participe do ilícito, está configurada a corrupção ativa e passiva.

## Pena
A pena é de dois a doze anos de reclusão, além de multa. Ela pode ser aumentada em um terço se tal vantagem significar alguma falta de cumprimento do dever funcional.

## Características
Trata-se de um crime próprio, ou seja, só pode ser cometido por alguém que detenha a qualidade de funcionário público.
Pode existir, contudo, a participação de particular, mediante induzimento, instigação ou auxílio secundário.

## Agravantes
A pena é agravada "se, em consequência da vantagem ou promessa, o funcionário retarda ou deixa de praticar qualquer ato de ofício ou o pratica infringindo dever funcional". Se apenas retardar ou deixar de fazer o que deve fazer, trata-se de corrupção passiva imprópria. Se praticar ato infringindo dever funcional, trata-se de corrupção passiva própria.
Se o funcionário público for ocupante de cargo em comissão ou de função de direção ou assessoramento, a pena também é agravada (art. 316, § 2º, do Código Penal).